# Ernesto De Pascale
Ernesto De Pascale (Firenze, 13 febbraio 1958 – Montevarchi, 13 febbraio 2011) è stato un giornalista, conduttore radiofonico e musicista italiano.
Produttore indipendente, è stato collaboratore di Radio Tre e del canale televisivo satellitare Rai Sat Show. Il suo programma settimanale Il Popolo del Blues andava in onda la domenica sera alle 21 su Popolare Network.
Ha scritto per La Nazione, le riviste Rolling Stone, Jam, Musica Jazz, Viva Verdi, Il Blues, Rosso Fiorentino, Doc Toscana e per le testate britanniche Record Collector e Rocksbackpages.

## Carriera
La sua carriera nel mondo della musica inizia negli anni ottanta, col programma radiofonico Stereonotte e il contributo alla nascita di Videomusic nel 1984.
Nel 1995 dà vita al programma Il Popolo del Blues per Controradio, Firenze su sollecitazione del musicologo pistoiese Fabrizio Berti.
Nel 1998 ha dato vita a una etichetta musicale dal nome Il popolo del blues. Nel 2000 fonda la società Il Popolo del Blues.

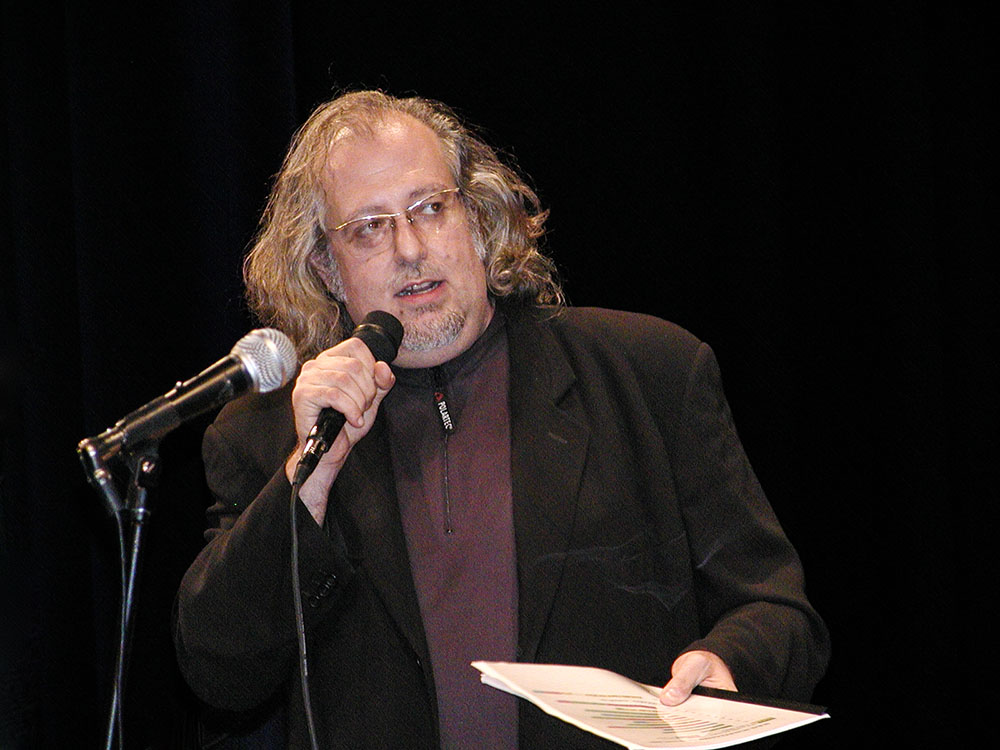
Ernesto De Pascale sul palco del festival Visionaria a Siena, 2002

Produttore di numerosi album, dai Diaframma agli Aeroplanitaliani, da Assalti Frontali agli Articolo 31 e artista lui stesso (già leader di Lightshine e Hypnodance e con due album solisti all'attivo, Morning Manic Music e My Land Is Your Land).
Nel 2003 riforma il gruppo Hypnodance.
Nel 2004 diventa consulente della società ARC Music di New York iniziando una collaborazione con Marshall Chess, già presidente della Rolling Stones Records, con cui realizza il primo disco del rapper italo-americano DropAflo.
Nel 2005 riforma il gruppo Lightshine. 
Nel 2006 fa nascere il marchio Piano Hour che diventerà nella stagione 2008 - 2009 una rassegna prodotta con il Musicus Concentus di Firenze.
Nel 2007 pubblica, dopo molti dischi come band leader, il debutto solista, Morning Manic Music. Nel 2008 pubblica My Land Is Your Land.
Nel 2010 ha condotto per Radio Rai un ciclo di puntate su Isoradio.
A partire da gennaio 2007 condusse la celebre trasmissione radiofonica musicale (ideata da Pino Saulo) Fuochi, in onda su Radio Rai 3 ogni sera alle 23.30.
È scomparso il 13 febbraio del 2011, giorno del suo 53º compleanno, a causa di una improvvisa malattia.

## Pubblicazioni
- Bessie Smith, la vita e le opere - Stampa Alternativa 1992'
- Mondo beat - Fuori Thema 1993
- America musica - Fuori Thema 1994
- il volume di racconti Parole di Notte Verso casa - Le Pleiadi 1994
- PistoiaBlues: le interviste - Tarab 1996
- Il Rock & Roll in Italia, 1956-1960 - Edizioni Pendragon 2000
- My Name is Pasquale biografia di Nicola Arigliano per Interviste - Stampa Alternativa, 2002
- Un weekend Post Moderno (catalogo della mostra, Tenax/Aida, 2002
- Anni di Musica in Toscana 1960-2000 - Toscana Musiche/Regione Toscana dist. Materiali sonori 2 volumi 2003, 2004